# پلت گالنگز
پلت گالنگز (انگلیسی: Platt Gollings؛ 1878 – ۱۹۳۵ (۵۶−۵۷ سال)) بازیکن فوتبال بود.
از باشگاه‌هایی که در آن بازی کرده‌است می‌توان به باشگاه فوتبال وست برومویچ آلبیون اشاره کرد.